# (28810) Suchandler
(28810) Suchandler est un astéroïde de la ceinture principale.

## Description
(28810) Suchandler est un astéroïde de la ceinture principale d'astéroïdes. Il fut découvert le 1er mai 2000 à Socorro (Nouveau-Mexique) par le projet LINEAR. Il présente une orbite caractérisée par un demi-grand axe de 2,79 UA, une excentricité de 0,06 et une inclinaison de 5,2° par rapport à l'écliptique.

## Compléments